# زمین‌لرزه ۱۹۲۶ نیکاراگوئه
زمین‌لرزه نیکاراگوئه  در تاریخ ۵ نوامبر ۱۹۲۶ میلادی، برابر با ‎۱۳ آبان ۱۳۰۵، ساعت ۷:۵۵:۳۰ به زمان یوتی‌سی در نیکاراگوئه رخ داد. ژرفای این زلزله ۳۵ کیلومتر بود. بزرگی آن ۷٫۱ در مقیاس mB اعلام شده‌است. زمین‌لرزه به وقت محلی در روز جمعه، ساعت ۱ روی داده و منطقه زمانی آن یوتی‌سی -۶ بوده‌است .
سازمان زمین‌شناسی آمریکا نیز جای این زمین‌لرزه را در مختصات ۱۲°۱۸′شمالی ۸۵°۴۸′غربی / ۱۲٫۳°شمالی ۸۵٫۸°غربی و بزرگی آنرا برابر با ۷ در مقیاس ریشتر اعلام کرده‌است. ژرفای گزارش شده از سوی این سازمان ۱۳۵ کیلومتر می‌باشد.